# 天才政治
天才政治（てんさいせいじ）とは、ラエリアン・ムーブメントの創始者であるラエル（クロード・ボリロン）が提唱した政治体制。天才たちにより行われる政治が理想的な政治であるとする思想に基づいている。

## 概要
『統治する』とは、先を見通すことである。従来の政治形態での失敗は、圧倒的に数の多い平均的な知性を持つ人たち（[[正規分布]]イメージを参照）の意見が優位になる、完全民主主義であることに起因している。これは、巨大生物学的に人類を一つの人体に例えると、全細胞が命令を下すような体では、生存できないのと同じである。多くの知性のある人々のみが集結し、脳細胞の一つ一つとして働くことが最も適切なのであり、彼らが人類に関する決定を行なえるようになることが、有用であると考える『選択的民主主義』が、天才政治の根幹をなすものである。
※知性とは、現在の知能テストだけでは測定不可能な、知能<IQ>や心の知能<EQ>などを含む、脳全体の総合的な働きを意味し、言い換えれば、外側の知識を自分の物として取り入れる能力、偉大な良識、想像力、人類愛などの総合力のことであると定義付けている。
具体的には、平均以上の知性を持つ者のみが選挙権を有し、また被選挙権は、本人が希望すれば、知性が150以上の天才のみが得る権利を持つ（年齢や性別の区別はない）。
また、天才政治では、平等な教育を否定し、早期の段階から天才や秀才を科学的に選別し、能力にあった教育を行ことを推奨している。この選別方式が重要であるが、良く知られている知能テストでは、知性を計測することは不可能であることから、科学者達が新しい知性の計測方法を開発することに期待を寄せている。また、計測することが難しい発明家や芸術家の才能も、天才達のグループに含まれることがあると考える。
このような一部の優れた人物や集団による政治体制の考えは、古くはプラトンの哲人政治が有名であるが、天才政治は民主主義の考えを発展させた選択的民主主義の思想を元に、選挙により代表者が決まるところが革新的である。
ボリロンは、現在の各国を州とするような、まったく新しい『世界政府』を樹立するべきであるとしている。また、科学技術を有効に活用することによって、労働をすべて自動化し、それによって、労働と貨幣制度を廃止するべきであるともしている。このような思想は、人間性の堕落を招くと思われがちである。しかし、ボリロンは、このようなことを通して、各人の眠れる才能・能力を開花させ、互いに愛し合うことに人生を費やすことが人間の本来の生き方であると説いている。
また、ボリロンは、そのような理想的な世界を実現することができるのは、まさに人類の天才だけであると考える。

## 問題点
人類の福祉のために正しい選択を行える、優れた良識を持つ天才たちによる政治が前提であるが、現在のところ、そういった天才たちを選定する方法が存在していない。
また、選択的民主主義をもって選ばれた人たちが、世界政府の中で人類全体を統治することが天才政治のあり方であるが、現在の国家単位の政府の中で働き、利益を得ている政治家、及び役人達が、この新しい政治形態を受け入れて、自ら進んで促進・移行させることはないと考えるのが当然であろう。